# Balzamični kis iz Modene
Balzamični kis iz Modene je različica balzamičnega kisa in recepta z zaščiteno geografsko označbo (ZGO) iz Italije. Delajo ga po različnih receptih. Predpisi dopuščajo uporabo od 20 do 90 % grozdnega mošta (tudi če ni iz pokrajin Modena in Reggio Emilia) in od 10 do 80 % vinskega kisa. Dovoljeno je uporabiti tudi do 2 % karamele. Na oznaki so koristni podatki o sestavinah in načinu izdelave. Pri značilnem balzamičnem kisu ni odmikov; ko so sestavine zmešane, mora biti kis shranjen v lesenih posodah najmanj 60 dni. Če je shranjen 3 leta ali več, je označen kot invecchiato (staran). 3. julija 2009 je modenski balzamični kis dobil oznako ZGO. 

## Podelitev oznake ZGO
Po predložitvi italijanske vloge sta Nemčija in Grčija ugovarjali in zagotavljali, da bi zaščita imena "balzamični kis" močno škodovala njuni proizvodnji, ki je bila uzakonjena za pet let. Poudarili so, da besed "kis" in "balzamični" kot splošnih izrazov ni mogoče zaščititi. Za oznako bi glasovali le v zameno za priznanje pravice, da tudi oni uporabljajo italijansko besedo "balzamični kis". Tudi Francija je nasprotovala, zlasti zato, ker se poimenovanje "balzamični kis iz Modene" ne bi dovolj razlikovalo od izraza "tradicionalni balzamični kis iz Modene", kar bi potrošnika zavajalo.
Po treh letih spora je Evropska komisija 3. julija 2009 balzamični kis iz Modene vpisala na seznam izdelkov z zaščiteno geografsko označbo soglasno ne glede na uradno vzdržanje Francije. 
Takoj po zaščiti leta 2009 je Grčija skušala uporabiti uradni predpis EU, ki ne pozna postopkov geografske zaščite, in doseči priznanje za opredelitev pojma "grški balzamični kis". To potrjuje zanimanje na trgu, ki je bilo takrat ocenjeno na okrog 400 milijonov evrov letno.

## Konzorcij
Leta 1993 je bil na pobudo največjih in najstarejših izdelovalcev ustanovljen Konzorcij za zaščito balzamičnega kisa iz Modene (Consorzio Tutela Aceto Balsamico di Modena), da bi uravnaval ceno izdelka, ga zaščitil in skrbel za širjenje po vsem svetu. Leta 1998 se je preimenoval v Konzorcij balzamičnega kisa iz Modene (Consorzio Aceto Balsamico di Modena), statut pa je ostal nespremenjen. Konzorcijska oznaka se je uporabljala od januarja 1999.
Consorzio Filiera Aceto Balsamico di Modena, ime, ki ga je leta 2010 sprejel Consorzio Produzione Certificata Aceto Balsamico di Modena, je združilo nekaj največjih izdelovalcev.
Leta 2013 sta se ta dva konzorcija pridružila skupini Consorzio Tutela Aceto Balsamico di Modena. 
Po raznih organih za uveljavljanje in pospeševanje je bil ustanovljen neodvisen odbor (Comitato Produttori Indipendenti Aceto Balsamico di Modena), ki skupaj s konzorcijema pri Evropski uniji spodbuja zahtevo za priznanje ZGO.

## Preverjanje kakovosti
Neodvisni certifikacijski organ neposredno imenuje Ministrstvo za kmetijstvo, prehrano in gozdarstvo. Njegova naloga je preverjanje skladnosti s predpisi za izdelavo in veljavnost organoleptičnih lastnosti balzamičnega kisa, preden je dan na trg. Vsaka serija, namenjena za ustekleničenje (velja samo za pooblaščena in overjena središča), mora izpolnjevati in spoštovati predpise.